# Rencontre démocratique
Le bloc de la Rencontre démocratique est l'un des cinq principaux blocs parlementaires au sein de l'assemblée nationale libanaise. Il comprend 15 députés membres ou proches du Parti socialiste progressiste. Ce bloc faisait partie de la majorité antisyrienne, au sein de l'Alliance du 14 Mars.
Il est présidé par le député du Chouf, Walid Joumblatt.

## Membres du Bloc
- Walid Joumblatt (président - ancien ministre - député druze du Chouf)
- Ghazi Aridi (ministre de l'Information - député druze de Beyrouth)
- Ayman Choucair (député druze de Baabda)
- Abdallah Victor Farhat (député maronite de Baabda - ancien ministre)
- Fayçal Sayegh (député druze de Aley)
- Akram Chehayeb (député druze de Aley)
- Fouad Saad (député maronite de Aley - ancien ministre)
- Henry Hélou (député maronite de Aley)
- Alaeddine Terro (député sunnite du Chouf)
- Marwan Hamadé (ministre des Télécommunications - député druze du Chouf)
- Nabil Boustani (député maronite du Chouf)
- Elie Aoun (député maronite du Chouf)
- Nehmé Tohmé (député grec-catholique du Chouf)
- Waël Abou Faour (député druze de Rachaya-Békaa Ouest)
- Antoine Saad (député grec-orthodoxe de Rachaya-Békaa Ouest)